# Федерация на университетските синдикати
Федерацията на университетските синдикати (ФУНИС) е синдикална организация с нестопанска цел, доброволно обединяваща автономни синдикати на университети, синдикални организации на другите учебни заведения над средното образоване и синдикални организации на структури в областта на висшето образование. Председател на ФУНИС е проф. Емилия Рангелова.

## История
Федерацията на университетските синдикати е вписана в регистъра за юридически лица с нестопанска цел на СГС под № 1095, том 17, стр.72, по ф.д. 11729/1993 г. Уставът на федерацията е приет на Учредителния конгрес на Федерацията на Университетските синдикати на 16 май 1992 година в зала „Максима“ на Университета за национално и световно стопанство – гр. София и е допълнен и изменен от втория конгрес, проведен на 14 юни 1994 година в гр. Велико Търново, от четвъртия редовен конгрес, проведен на 24 април 1999 година в София, от петия редовен конгрес, проведен на 1.03.2002 година в София и от Шестия редовен конгрес, проведен на 2.04.2005 година в Пловдив.

## Управленска структура
ФУНИС е независима от политически партии и организации, от органи на държавната власт и от организации на работодатели и се ръководи единствено от волята на своите членове, от конституцията на Република България, законите на страната и своя Устав. Организацията има 1600 редовно отчитани членове.
Ръководните органи на ФУНИС включват:
- Конгрес
- Управителен съвет
- Изпълнително бюро
- Председател (той е и председател на Управителния съвет и Изпълнителното бюро)
- Контролен съвет

Висш ръководен орган на Федерацията е федералният конгрес, който се провежда веднъж на 4 години. Между всеки 2 конгреса дейността на Федерацията се ръководи от управителен съвет. Оперативно-консултативен орган на Управителния съвет е Изпълнителното бюро.

## Синдикални организации
- СО-ФУНИС при ВТУ „Св. св. Кирил и Методий“
- СО-ФУНИС при НСА „Васил Левски“
- СО-ФУНИС при СУ „Св. Климент Охридски“
- СО-ФУНИС при Техническия университет в Габрово
- СО-ФУНИС при Шуменския университет „Еп. Константин Преславски“
- СО-ФУНИС при Университета по хранителни технологии
- СО-ФУНИС при Университета по архитектура строителство и геодезия
- СО-ФУНИС при Лесотехническия университет
- СО-ФУНИС при Химико-технологичния и металургичен университет
- СО-ФУНИС при Националната художествена академия
- СО-ФУНИС при ПУ „Паисий Хилендарски“
- СО-ФУНИС при Филиал „Любен Каравелов“ на ПУ в Кърджали
- СО-ФУНИС при Департамента за информация, квалификация и продължаващо образование във Варна от ШУ „Еп. Константин Преславски“
- СО-ФУНИС при Колежа по туризъм във Варна
- СО-ФУНИС при СУ „Св. Климент Охридски“ – ФКНФ
- СО-ФУНИС при СУ „Св. Климент Охридски“ – ГГФ
- СО-ФУНИС при СУ „Св. Климент Охридски“ – Философски факултет
- СО-ФУНИС при СУ „Св. Климент Охридски“ – Факултет по педагогика
- СО-ФУНИС при СУ „Св. Климент Охридски“ – Департамент за информация и усъвършенстване на учителите
- СО-ФУНИС при СУ „Св. Климент Охридски“ – Департамент по спорт
- СО-ФУНИС при СУ „Св. Климент Охридски“ – ПСБО
- СО-ФУНИС при СУ „Св. Климент Охридски“ – ДЕО